# Campionati italiani juniores di atletica leggera 2016
I LIX Campionati italiani juniores di atletica leggera 2016 si sono svolti dal 10 al 12 giugno a Bressanone, nel Friuli-Venezia Giulia.
La fase di cross è stata disputata il 20 e 21 febbraio 2016 a Gubbio alla Festa del Cross 2016, ed ha visto vincitori Ilaria Fantinel e Pietro Riva.
I Campionati italiani individuali di prove multiple juniores sono stati organizzati a Lana (BZ) il 28 e il 29 maggio dello stesso anno.

## Minimi di qualificazione
| Specialità                      | Uomini                                                                | Donne                                                                    |
| ------------------------------- | --------------------------------------------------------------------- | ------------------------------------------------------------------------ |
| 100 metri piani                 | 11"09                                                                 | 12"60                                                                    |
| 200 metri piani                 | 22"40                                                                 | 25"94                                                                    |
| 400 metri piani                 | 49"94                                                                 | 59"50                                                                    |
| 800 metri piani                 | 1'56"50                                                               | 2'21"00                                                                  |
| 1500 metri piani                | 4'02"00                                                               | 4'55"00                                                                  |
| 3000 metri piani                | -                                                                     | -                                                                        |
| 5000 metri piani                | 15'35"00; 8'50"00 (3000m); 9'30"00 (3000st); 33'20"00 (10.000m/10 km) | 19'25"00; 11'00"00 (3000m); 39'30"00 (10000m/10 km); 12'15"00 (3000st)   |
| 10000 metri piani               | –                                                                     | –                                                                        |
| 100 metri ostacoli              | –                                                                     | 15"94                                                                    |
| 110 metri ostacoli (1,00/1,06m) | 15"70/16"10                                                           | –                                                                        |
| 400 metri ostacoli              | 57"14                                                                 | 1'08"14                                                                  |
| 3000 metri siepi                | 9'58"00                                                               | 12'45"00                                                                 |
| Salto in alto                   | 1,92 m                                                                | 1,60 m                                                                   |
| Salto con l'asta                | 4,05 m                                                                | 3,00 m                                                                   |
| Salto in lungo                  | 6,70 m                                                                | 5,35 m                                                                   |
| Salto triplo                    | 13,60 m                                                               | 11,25 m                                                                  |
| Getto del peso                  | 12,80 m (6 kg); 11,90 m (7,260 kg)                                    | 10,00 m                                                                  |
| Lancio del disco                | 39,70 m (1,75 kg); 37,00 m (2,00 kg)                                  | 30,50 m                                                                  |
| Lancio del martello             | 44,00 m (6 kg); 39,50 m (7,260 kg)                                    | 39,50 m                                                                  |
| Lancio del giavellotto          | 48,50 m                                                               | 33,50 m                                                                  |
| Decathlon                       | 4 800 p.; 4 000 p. (Eptathlon indoor)                                 | –                                                                        |
| Eptathlon                       | –                                                                     | 3 500 p.; 2 800 p. (Pentathlon indoor)                                   |
| Marcia 10000 m                  | 52'00"00 (Pista-strada); 25'00"00 (5 km/5000 m); 1h53'00" (20 km)     | 59'00"00 (Pista-strada); 28'40"00 (5000 m); - (3000 m); 2h00'00" (20 km) |
| Staffetta 4×100 metri           | senza minimo                                                          | senza minimo                                                             |
| Staffetta 4x400 metri           | senza minimo                                                          | senza minimo                                                             |

Minimi di qualificazione per la corsa campestre
Criteri di partecipazione non sono noti.

## Risultati

### Corsa Campestre, 20-21 febbraio a Gubbio

#### Individuale
| Specialità | Oro                                | Prestazione | Argento                                                   | Prestazione | Bronzo                                              | Prestazione |
| Cross 6 km | Ilaria Fantinel A.N.A. Atl. Feltre | 19'50"      | Nicole Svetlana Reina Cus Pro Patria Milano               | 20'16"      | Giulia Zanne Atl. Brescia 1950                      | 20'48"      |
| Juniores   |                                    |             |                                                           |             |                                                     |             |
| Cross 8 km | Pietro Riva A.S.D. Atletica Alba   | 22'52"      | Ahmed Ouhda Pool Soc. Atletica Alta Valseriana Equiparato | 23'25"      | Diego Luca Boraschi E. Servizi Atletica Futura Roma | 23'36"      |

#### Squadre
| Specialità        | Oro               | Punti | Argento                   | Punti | Bronzo                      | Punti |
| Classifica Donne  | Atl. Brescia 1950 | 12 p. | Atl. Bergamo 1959 Creberg | 42 p. | S.S. Lazio Atletica Leggera | 56 p. |
| Juniores          |                   |       |                           |       |                             |       |
| Classifica Uomini | CUS Torino        | 49 p. | Atl. Vicentina            | 60 p. | Atl. Lecco-Colombo Costruz. | 72 p. |

### Uomini
| Specialità                                                                              | Oro                                                                                           | Prestazione       | Punti | Argento                                                                                              | Prestazione        | Punti | Bronzo                                                                                 | Prestazione        | Punti |
| Corse                                                                                   |                                                                                               |                   |       | |                    |       |                                                                                        |                    |       |
| 100 m                                                                                   | Andrea Federici Brixia Atletica 2014 ASD                                                      | 10"81 (-3,9 m/s)  | 12.0  | Freider Fornasari A.S. La Fratellanza 1874                                                           | 10"99              | 11.0  | Nicholas Artuso A.S. Dilett. Atl. Villafranca                                          | 11"06              | 10.0  |
| 200 m                                                                                   | Andrei Alexandru Zlatan Atl. Reggio ASD Equiparato                                            | 21"66 (+0,6 m/s)  | 12.0  | Diego Aldo Pettorossi S.E.F. Virtus Emilsider BO                                                     | 21"72              | 11.0  | Hillary Wanderson Polanco Rijo S.G. Amsicora                                           | 21"93              | 10.0  |
| 400 m                                                                                   | Vladimir Aceti Atletica Vis Nova Giussano                                                     | 47"13             | 12.0  | Brayan Lopez ASDP Atletica Pinerolo                                                                  | 47"33              | 11.0  | Umberto Mezzaluna Centro Atletica Piombino                                             | 47"75              | 10.0  |
| 800 m                                                                                   | Lorenzo Casini Atletica Firenze Marathon S.S.                                                 | 1'55"46           | 12.0  | Leonardo Cuzzolin Pro Sesto Atl.                                                                     | 1'55"68            | 11.0  | Gabriele Aquaro Team-A Lombardia                                                       | 1'56"48            | 10.0  |
| 1500 m                                                                                  | Simone Bernardi Atletica Imola Sacmi AVIS                                                     | 3'54"95           | 12.0  | Lorenzo Casini Atletica Firenze Marathon S.S.                                                        | 3'55"01            | 11.0  | Dario De Caro C.U.S. TORINO                                                            | 3'55"62            | 10.0  |
| 3000 m                                                                                  | -                                                                                             | -                 | -     | - | -                  | -     | -                                                                                      | -                  | -     |
| 5000 m                                                                                  | Pietro Riva G.S. Fiamme Oro Padova                                                            | 14'21"86          | 12.0  | Nfamara Njie Tre Casali San Cesario                                                                  | 14'44"89           | 11.0  | Ahmed Ouhda Pool Soc. Atletica Alta Valseriana Equiparato                              | 14'46"36           | 10.0  |
| Marcia 10 000 m                                                                         | Giacomo Brandi Sport Atl. Fermo                                                               | 44'36"31 >~       | 12.0  | Marco Morotti Atletica Riccardi Milano 1946                                                          | 45'28"84 >         | 11.0  | Alessandro Rigamonti Geas Atletica                                                     | 45'38"91 >         | 10.0  |
| Corse a ostacoli                                                                        |                                                                                               |                   |       | |                    |       |                                                                                        |                    |       |
| 110 m hs                                                                                | Marco Bigoni Pro Sesto Atl.                                                                   | 13"91 (+0,9 m/s)  | 12.0  | Nicola Cesca Atl. AVIS Macerata                                                                      | 14"02              | 11.0  | Gabriele Segale Bergamo Stars Atletica                                                 | 14"19              | 10.0  |
| 400 m hs                                                                                | Gabriele Montefalcone SportRace S.S.D.                                                        | 51"69             | 12.0  | Federico Cesati Pro Sesto Atl.                                                                       | 53"14              | 11.0  | Matteo Taviani Atl. Virtus CR Lucca                                                    | 54"18              | 10.0  |
| 3000 m siepi (H 91)                                                                     | Yohanes Chiappinelli C.S. Carabinieri Sez. Atletica                                           | 8'57"89           | 12.0  | Alexandru Ciumacov RCF Roma Sud                                                                      | 9'31"40            | 11.0  | Francesco Agostini Brixia Atletica 2014 ASD                                            | 9'36"84            | 10.0  |
| Staffette                                                                               |                                                                                               |                   |       | |                    |       |                                                                                        |                    |       |
| Staffetta 4×100 m                                                                       | CUS Parma Alessandro Azzoni Antonio Manfredi Matteo Orsatti Jamie Steve Dave Abe              | 41"89             | 12.0  | Atl. Stud. Rieti Andrea Milardi Alessandro Albanese Michael Fichera Nazar Andriyiv Gabriele Chilà    | 42"06              | 11.0  | Pro Sesto Atl. Augusto Celeste D'Alessandro Filippo Stucchi Matteo Brivio Marco Bigoni | 42"62              | 10.0  |
| Staffetta 4×400 m                                                                       | Pro Sesto Atl. Filippo Stucchi Federico Cesati Augusto Celeste D'Alessandro Leonardo Cuzzolin | 3'20"91           | 12.0  | S.E.F. Virtus Emilsider BO Simone Balletti Giovanni Mastrippolito Giovanni Marchetti Alessandro Xilo | 3'23"30            | 11.0  | O.S.A. Saronno Lib. Andrea Villa Fabrizio Sala Lorenzo Donati Luca Mantegazza          | 3'24"42            | 10.0  |
| Salti                                                                                   |                                                                                               |                   |       | |                    |       |                                                                                        |                    |       |
| Salto in alto                                                                           | Stefano Sottile Atl. Valsesia                                                                 | 2,18 m            | 12.0  | Kelvin Purboo A.S. La Fratellanza 1874                                                               | 2,09 m             | 11.0  | Davide Saltarello Assindustria Sport Padova                                            | 2,06 m             | -     |
| Salto con l'asta                                                                        | Matteo Cristoforo Capello Atletica Piemonte ASD                                               | 5,30 m            | 12.0  | Simone Andreini Fiamme Gialle G. Simoni                                                              | 4,80 m             | 11.0  | Francesco Lama Atletica Imola Sacmi AVIS                                               | 4,70 m             | 10.0  |
| Salto in lungo                                                                          | Gabriele Chilà Atl. Stud. Rieti Andrea Milardi                                                | 7,72 m (+0,9 m/s) | 12.0  | Gianluca Santuz Atl. Vicentina                                                                       | 7,33 m (+0,3 m/s)  | 11.0  | Alessio Borriero Atletica Piemonte ASD                                                 | 7,26 m (+0,4 m/s)  | 10.0  |
| Salto triplo                                                                            | Fabio Camattari Atletica Biotekna Marcon                                                      | 15,63 m (0,0 m/s) | 12.0  | Tobia Bocchi C.S. Carabinieri Sez. Atletica CUS Parma                                                | 14,82 m (+0,1 m/s) | 11.0  | Paolo Caredda S.G. Amsicora                                                            | 14,77 m (+0,1 m/s) | 10.0  |
| Lanci                                                                                   |                                                                                               |                   |       | |                    |       |                                                                                        |                    |       |
| Getto del peso                                                                          | Leonardo Fabbri Atletica Firenze Marathon S.S.                                                | 17,89 m           | 12.0  | Simone Bruno Pro Sesto Atl.                                                                          | 16,84 m            | 11.0  | Mattia Vendrame Atl Brugnera PN Friulintagli                                           | 16,15 m            | 10.0  |
| Lancio del disco                                                                        | Leonardo Fabbri Atletica Firenze Marathon S.S.                                                | 55,38 m           | 12.0  | Giacomo Marinai Atletica Grosseto Banca D. Maremma                                                   | 52,18 m            | 11.0  | Gabriele Rossi Sabatini Atl. Bergamo 1959 Creberg                                      | 49,72 m            | 10.0  |
| Lancio del martello                                                                     | Tiziano Di Blasio E. Servizi Atletica Futura Roma                                             | 67,05 m           | 12.0  | Giacomo Proserpio Atl. Lecco-Colombo Costruz.                                                        | 61,74 m            | 11.0  | Matteo Macchione Atletica Grosseto Banca D. Maremma                                    | 57,16 m            | 10.0  |
| Lancio del giavellotto                                                                  | Thomas Fabricci Fondazione M. Bentegodi                                                       | 62,66 m           | 12.0  | Giacomo Biserna Atl. Stud. Rieti Andrea Milardi                                                      | 61,54 m            | 11.0  | Giacomo Miliani Centro Atletica Piombino                                               | 59,99 m            | 10.0  |
| record dei campionati; record nazionale; record personale; record personale stagionale. |                                                                                               |                   |       | |                    |       |                                                                                        |                    |       |

### Donne
| Specialità                                                                              | Oro                                                                                 | Prestazione                | Punti | Argento | Prestazione       | Punti | Bronzo                                                                                | Prestazione        | Punti |
| Corse                                                                                   |                                                                                     |                            |       | |                   |       |                                                                                       |                    |       |
| 100 m                                                                                   | Julia Viktoria Calliari ASV L.C. Bozen Raiffeisen                                   | 12"32 (-4,1 m/s)           | 12.0  | Sokhona Kebe Team Atletica Marche                                                                               | 12"35             | 11.0  | Eleonora Iori A.S. La Fratellanza 1874                                                | 12"42              | 10.0  |
| 200 m                                                                                   | Sofia Bonicalza Pro Sesto Atl.                                                      | 24"06 (+0,3 m/s)           | 12.0  | Alessia Pavese Atletica Bergamo 1959 Creberg                                                                    | 24"49             | 11.0  | Alessia Niotta Atletica Sestese Femminile                                             | 24"55              | 10.0  |
| 400 m                                                                                   | Rebecca Borga Atletica Riviera del Brenta                                           | 53"83                      | 12.0  | Daniela Tassani Bracco Atletica                                                                                 | 54"36             | 11.0  | Alessia Tirnetta Olimpia Atletica Nettuno                                             | 54"90              | 10.0  |
| 800 m                                                                                   | Elena Bellò G.S. Fiamme Azzurre Atl. Vicentina                                      | 2'08"83                    | 12.0  | Gaia Tarsi G.S. Valsugana Trentino                                                                              | 2'09"03           | 11.0  | Elisa Serafini Atletica Roma Acquacetosa                                              | 2'10"26            | 10.0  |
| 1500 m                                                                                  | Chiara Ferdani A.S.D. SpecTec Duferco Carispezia                                    | 4'25"98                    | 12.0  | Gaia Tarsi G.S. Valsugana Trentino                                                                              | 4'30"32           | 11.0  | Viola Taietti Atletica Bergamo 1959 Creberg                                           | 4'31"73            | 10.0  |
| 3000 m                                                                                  | -                                                                                   | -                          | -     | - | -                 | -     |                                                                                       |                    |       |
| 5000 m                                                                                  | Sophia Zingerle S.G Eisacktal Raiffeisen ASV                                        | 17'17"28                   | 12.0  | Ilaria Fantinel A.N.A. Atl. Feltre                                                                              | 17'28"02          | 11.0  | Chaima Othmani G. Alpinistico Vertovese                                               | 17'35"81           | 10.0  |
| Marcia 10 000 m                                                                         | Noemi Stella C.S. Carabinieri Sez. Atletica A.S.D. Atletica Don Milani              | 46'00"67                   | -     | Giada Francesca Ciabini Toscana Atl.Empoli Nissan                                                               | 49'13"36          | 12.0  | Lidia Barcella Bracco Atletica                                                        | 50'32"83 >         | 11.0  |
| Corse a ostacoli                                                                        |                                                                                     |                            |       | |                   |       |                                                                                       |                    |       |
| 100 m hs                                                                                | Nicla Mosetti C.U.S. TRIESTE                                                        | 13"78 (+0,8 m/s)           | 12.0  | Agnese Mulatero ASDP Atletica Pinerolo                                                                          | 14"12             | 11.0  | Abigail Gyedu G.S. Valsugana Trentino                                                 | 14"14              | 10.0  |
| 400 m hs                                                                                | Eleonora Marchiando Atletica Sandro Calvesi                                         | 59"37                      | 12.0  | Gioi Spinello G.S. Fiamme Oro Padova                                                                            | 1'00"33           | 11.0  | Rebecca Sartori GA Bassano                                                            | 1'01"11            | 10.0  |
| 3000 m siepi                                                                            | Eleonora Curtabbi C.U.S. TORINO                                                     | 11'02"02                   | 12.0  | Giulia Morelli Atletica Livorno                                                                                 | 11'05"63          | 11.0  | Erica Sorrentino ASD Astro 2000 Benevento-Agropoli                                    | 11'06"17           | 10.0  |
| Staffette                                                                               |                                                                                     |                            |       | |                   |       |                                                                                       |                    |       |
| Staffetta 4×100 m                                                                       | Bracco Atletica Sofia Borgosano Daniela Tassani Miriam Vercellone Fatimata Bara     | 47"60                      | 12.0  | Atletica Studentesca Rieti Andrea Milardi Gaia Fabri Cateri Ruggeri Fasciani Luna Jimenez Moreno Flavia Torreti | 48"00             | 11.0  | O.S.A. Saronno Lib. Gaia Corbella Eleonora Sassi Eleonora Perini Chiara Proverbio     | 48"18              | 10.0  |
| Staffetta 4×400 m                                                                       | Bracco Atletica Fatimata Bara Chiara Di Benedetto Miriam Vercellone Daniela Tassani | 3'44"79 MPIJD U20 (MPIIJF) | 12.0  | Pro Sesto Atl. Paola Boateng Greta Grecchi Eva Savarè Sofia Bonicalza                                           | 3'51"45           | 11.0  | Atl. Bergamo 1959 Creberg Chiara Vescovi Daniela Cenati Monica Roncalli Sara Sinopoli | 3'55"93            | 10.0  |
| Salti                                                                                   |                                                                                     |                            |       | |                   |       |                                                                                       |                    |       |
| Salto in alto                                                                           | Sara Modena A.S. La Fratellanza 1874                                                | 1,74 m                     | 12.0  | Erica Marchetti CUS Pisa                                                                                        | 1,74 m            | 11.0  | Altea Calastri Team-A Lombardia                                                       | 1,71 m             | 10.0  |
| Salto con l'asta                                                                        | Francesca Semeraro Alteratletica Locorotondo                                        | 3,75 m                     | 12.0  | Virginia Scardanzan Atletica Silca Conegliano                                                                   | 3,70 m            | 11.0  | Marta Ronconi U.S. Quercia Trentingrana                                               | 3,55 m             | 10.0  |
| Salto in lungo                                                                          | Chiara Proverbio O.S.A. Saronno Lib.                                                | 6,07 m (+0,3 m/s)          | 12.0  | Beatrice Fiorese Atl. Vicentina                                                                                 | 5,98 m (+0,6 m/s) | 11.0  | Eleonora Giraldin N. Atl. Fanfulla Lodigiana                                          | 5,85 m (+0,7 m/s)  | 10.0  |
| Salto triplo                                                                            | Alessia Beretta U.S. Atl. Vedano                                                    | 12,60 m (-0,7 m/s)         | 12.0  | Beatrice Bartolozzi Atl. Stud. Rieti Andrea Milardi                                                             | 12,21 m (0,0 m/s) | 11.0  | Luisa Sinigaglia G.S. Valsugana Trentino                                              | 12,13 m (-0,3 m/s) | 10.0  |
| Lanci                                                                                   |                                                                                     |                            |       | |                   |       |                                                                                       |                    |       |
| Getto del peso                                                                          | Martina Carnevale Atl. Stud. Rieti Andrea Milardi                                   | 14,12 m                    | 12.0  | Danielle Frederique Madam Bracco Atletica Equiparata                                                            | 13,34 m           | 11.0  | Marta Baruffini CUS Parma                                                             | 12,48 m            | 10.0  |
| Lancio del disco                                                                        | Martina Carnevale Atl. Stud. Rieti Andrea Milardi                                   | 43,21 m                    | 12.0  | Marilena Visintin Atletica Gorizia Ca. Ri. FVG                                                                  | 41,13 m           | 11.0  | Dalila Bobaz Gemonatletica S.R.L. Dil.                                                | 37,89 m            | 10.0  |
| Lancio del martello                                                                     | Lucia Prinetti Anzalapaya GA Fiamme Gialle                                          | 61,09 m                    | -     | Sara Fantini CUS Parma                                                                                          | 60,55 m           | 12.0  | Alessia Beneduce ASD U.S. Aterno Pescara                                              | 55,97 m            | 11.0  |
| Lancio del giavellotto                                                                  | Luisa Sinigaglia G.S. Valsugana Trentino                                            | 51,27 m                    | 12.0  | Ilaria Casarotto Atl. Vicentina                                                                                 | 49,71 m           | 11.0  | Francesca Iacuzzo Atletica Malignani Libertas Udine                                   | 46,62 m            | 10.0  |
| record dei campionati; record nazionale; record personale; record personale stagionale. |                                                                                     |                            |       | |                   |       |                                                                                       |                    |       |

#### Squadre
Le classifiche complessive delle squadre CdS Under 23 sono:
| Specialità        | Oro                                       | Punti    | Argento                                   | Punti    | Bronzo                   | Punti    |
| Classifica Uomini | Atletica Studentesca Rieti Andrea Milardi | 135,0 p. | Atletica Firenze Marathon S.S.            | 119,0 p. | A.S. La Fratellanza 1874 | 88,0 p.  |
| Juniores          |                                           |          |                                           |          |                          |          |
| Classifica Donne  | Bracco Atletica                           | 139,0 p. | Atletica Studentesca Rieti Andrea Milardi | 137,0 p. | Atletica Vicentina       | 124,0 p. |

### Prove multiple, 28-29 maggio a Lana
| Specialità                                                                              | Oro                                        | Prestazione | Argento                                 | Prestazione | Bronzo                                  | Prestazione |
| Decathlon (uomini)                                                                      | Matteo Chiusolo SportRace S.S.D.           | 6 630 p.    | Marco Leone Atl. Lecco-Colombo Costruz. | 6 506 p.    | Michele Brini Atletica Imola Sacmi AVIS | 6 025 p.    |
| Eptathlon (donne)                                                                       | Mariaelena Agostini Atletica Libertas SANP | 4 535 p.    | Maite Vanucci C.U.S. BOLOGNA A.S.D.     | 4 403 p.    | Martina Ronchetti Cus Pro Patria Milano | 4 395 p.    |
| record dei campionati; record nazionale; record personale; record personale stagionale. |                                            |             |                                         |             |                                         |             |